# Coppa del Mondo di nuoto 2021
La XXXII edizione della Coppa del Mondo di nuoto (FINA Swimming World Cup 2021) si disputò fra l'1 e il 30 ottobre 2021, dopo che l'edizione del 2020 fu cancellata a causa della Pandemia di COVID-19.
Le tappe in calendario furono 4, a Berlino, Budapest, Doha e Kazan', tutte concentrate nel mese di ottobre.  
In netta contrapposizione rispetto alle edizioni passate, tutte le gare furono disputate in vasca corta.
I vincitori furono il sudafricano Matthew Sates in campo maschile, e l'australiana Emma McKeon in quello femminile.

## Calendario
Le gare si sono disputate secondo il seguente calendario 
| Tappa      | Date            | Sede               | Impianto                                    |
| ---------- | --------------- | ------------------ | ------------------------------------------- |
| Cancellata | 12 - 14 agosto  | Jinan, Cina        | Jinan Olympic Sports Center                 |
| Cancellata | 19 - 20 agosto  | Singapore          | OCBC Aquatic Centre                         |
| 3          | 1 - 3 ottobre   | Berlino, Germania  | Schwimm- und Sprunghalle im Europasportpark |
| 4          | 7 - 9 ottobre   | Budapest, Ungheria | Duna Aréna                                  |
| 5          | 21 - 23 ottobre | Doha, Qatar        | Hamad Aquatic Centre                        |
| 6          | 28 - 30 ottobre | Kazan', Russia     | Aquatics Palace                             |

## Attribuzione dei punteggi
In ciascuno dei sette eventi in calendario vengono assegnati dei punti secondo questi tre criteri:
- Ad ogni gara individuale (sono perciò escluse dal computo le staffette) ciascuno dei finalisti riceve 10, 8 e 6, 5, 4, 3, 2, 1 punti, rispettivamente per la prima posizione, la seconda, la terza e così via fino all'ottava. Se ci dovessero essere arrivi a pari merito, entrambi gli atleti riceverebbero lo stesso ammontare di punti (ad esempio per un terzo posto a pari merito entrambi gli atleti riceverebbero 6 punti).
- In base al FINA Point Scoring[6], o Punteggio FINA, conseguito nella gara vengono poi attribuiti secondo la formula {\displaystyle {\frac {\text{Punteggio FINA}}{100}}} .
- Quando un nuotatore stabilisce un nuovo record del mondo non riceve punti extra.

## Classifiche

### Maschile
| Pos.    | Atleta                  | Nazionale   | Tot.  | Ungheria (bandiera) | Germania (bandiera) | Qatar (bandiera) | Russia (bandiera) | Premio   |
| ------- | ----------------------- | ----------- | ----- | ------------------- | ------------------- | ---------------- | ----------------- | -------- |
| Oro     | Matthew Sates           | Sudafrica   | 227   | 58,2                | 57,5                | 55,7             | 55,6              | $140.000 |
| Argento | Tom Shields             | Stati Uniti | 224,4 | 56,2                | 58,1                | 54,7             | 55,4              | $103.500 |
| Bronzo  | Arno Kamminga           | Paesi Bassi | 224,1 | 57,8                | 56                  | 55,9             | 54,4              | $63.500  |
| 4       | Kyle Chalmers           | Australia   | 219,8 | 55,7                | 55,7                | 54               | 54,4              | $35.900  |
| 5       | Danas Rapsys            | Lituania    | 198,6 | 51,4                | 47,9                | 49               | 50,3              | $34.900  |
| 6       | Fabian Schwingenschlogl | Germania    | 193,7 | 49                  | 48,7                | 46,2             | 49,8              | $32.400  |
| 7       | Szebasztián Szabó       | Ungheria    | 192,7 | 48,7                | 46,2                | 48,3             | 49,5              | $31.000  |
| 8       | Yakov Toumarkin         | Israele     | 182   | 47,3                | 46,6                | 44,8             | 43,3              | $29.500  |
| 9       | Vladimir Morozov        | Russia      | 173,7 | 28,3                | 48,8                | 49,7             | 46,9              | $24.600  |
| 10      | Jesse Puts              | Paesi Bassi | 162,7 | 43,2                | 41                  | 40,6             | 37,9              | $25.600  |

### Femminile
| Pos.    | Atleta            | Nazionale   | Tot.  | Ungheria (bandiera) | Germania (bandiera) | Qatar (bandiera) | Russia (bandiera) | Premio    |
| ------- | ----------------- | ----------- | ----- | ------------------- | ------------------- | ---------------- | ----------------- | --------- |
| Oro     | Emma McKeon       | Australia   | 228,3 | 55,8                | 58,3                | 55,9             | 58,3              | $144.000  |
| Argento | Kira Toussaint    | Paesi Bassi | 227,4 | 52,8                | 58,1                | 58,3             | 58,2              | $107.500  |
| Bronzo  | Madison Wilson    | Australia   | 209,1 | 50,6                | 50,7                | 55               | 52,8              | $52.900   |
| 4       | Maria Ugolkova    | Svizzera    | 198,3 | 33,3                | 56                  | 54,3             | 54,7              | $36.500   |
| 5       | Zsuzsanna Jakabos | Ungheria    | 193,1 | 41,5                | 46,2                | 53,4             | 52                | $34.100   |
| 6       | Holly Barratt     | Australia   | 192,4 | 44,5                | 47,9                | 48,6             | 51,4              | $32.4000$ |
| 7       | Michelle Coleman  | Svezia      | 189,7 | 43,2                | 48,1                | 49,8             | 48,6              | $31.100$  |
| 8       | Leah Neale        | Australia   | 149,9 | 13,7                | 42,4                | 41,3             | 52,5              | $24.400   |
| 9       | Katja Fain        | Slovenia    | 131,4 | 44,4                | 42,2                | 44,8             | -                 | $23.200   |
| 10      | Yuliya Efimova    | Russia      | 107,9 | -                   | -                   | 55,3             | 52,6              | $20.500   |

## Vincitori

### Berlino
Fonte
| Gara               | Atleti                                                                    | Perf.                           | Gara         | Atleti                                                                         | Perf.                           | Gara   | Atleti                          | Perf.           |
| ------------------ | ------------------------------------------------------------------------- | ------------------------------- | ------------ | ------------------------------------------------------------------------------ | ------------------------------- | ------ | ------------------------------- | --------------- |
| Stile libero       |                                                                           |                                 |              |                                                                                |                                 |        |                                 |                 |
| 50 m               | Kyle Chalmers Emma McKeon                                                 | 21"01 23"56                     | 200 m        | Matthew Sates Madison Wilson                                                   | 1'40"65 1'54"00                 | 800 m  | Cavan Gormsen                   | 8'22"16         |
| 100 m              | Kyle Chalmers Emma McKeon                                                 | 45"73 50"96                     | 400 m        | Danas Rapšys Isabel Gose                                                       | 3'38"19 4'03"33                 | 1500 m | Florian Wellbrock               | 14'35"23        |
| Dorso              |                                                                           |                                 |              |                                                                                |                                 |        |                                 |                 |
| 50 m               | Christian Diener Kira Toussaint                                           | 23"29 25"81                     | 100 m        | Christian Diener Louise Hansson                                                | 50"32 56"03                     | 200 m  | Christian Diener Kira Toussaint | 1'51"19 2'03"44 |
| Rana               |                                                                           |                                 |              |                                                                                |                                 |        |                                 |                 |
| 50 m               | Arno Kamminga Anastasia Gorbenko                                          | 26"00 29"61                     | 100 m        | Arno Kamminga Anastasia Gorbenko                                               | 56"72 1'04"44                   | 200 m  | Arno Kamminga Kristyna Horska   | 2'01"92 2'21"07 |
| Farfalla           |                                                                           |                                 |              |                                                                                |                                 |        |                                 |                 |
| 50 m               | Tom Shields Holly Barratt                                                 | 22"09 24"77                     | 100 m        | Tom Shields Margaret MacNeil                                                   | 48"67 55"30                     | 200 m  | Chad Le Clos Tess Howley        | 1'50"32 2'06"09 |
| Misti              |                                                                           |                                 |              |                                                                                |                                 |        |                                 |                 |
| 100 m              | Matthew Sates Anastasia Gorbenko                                          | 51"78 57"90                     | 200 m        | Matthew Sates Maria Ugolkova                                                   | 1'51"45 2'08"01                 | 400 m  | Matthew Sates Zsuzsanna Jakabos | 4'01"98 4'31"15 |
| Staffette          |                                                                           |                                 |              |                                                                                |                                 |        |                                 |                 |
| 4x50 m stile mista | Stati Uniti Daniel Diehl Quintin McCarthy Kristina Paegle Carly Novelline | 1'31"50 22"07 21"35 23"78 24"30 | 4x50 m mista | Germania Christian Diener Fabian Schwingenschlogl Angelina Kohler Annika Bruhn | 1'39"17 23"06 25"82 25"83 24"46 |        |                                 |                 |

Legenda:  - Record mondiale;  - Record Coppa del Mondo;  - Record del mondo juniores;

### Budapest
Fonte
| Gara               | Atleti                                                               | Perf.                           | Gara         | Atleti                                                               | Perf.                           | Gara   | Atleti                               | Perf.           |
| ------------------ | -------------------------------------------------------------------- | ------------------------------- | ------------ | -------------------------------------------------------------------- | ------------------------------- | ------ | ------------------------------------ | --------------- |
| Stile libero       |                                                                      |                                 |              |                                                                      |                                 |        |                                      |                 |
| 50 m               | Kyle Chalmers Emma McKeon                                            | 20"97 23"50                     | 200 m        | Matthew Sates Madison Wilson                                         | 1'41"51 1'53"82                 | 800 m  | Cavan Gormsen                        | 8'16"76         |
| 100 m              | Kyle Chalmers Emma McKeon                                            | 45"50 50"58                     | 400 m        | Matthew Sates Isabel Gose                                            | 3'37"92 4'00"57                 | 1500 m | Florian Wellbrock                    | 14'42"70        |
| Dorso              |                                                                      |                                 |              |                                                                      |                                 |        |                                      |                 |
| 50 m               | Kristof Milak Kira Toussaint                                         | 23"08 26"07                     | 100 m        | Thomas Shields Kira Toussaint                                        | 50"50 55"72                     | 200 m  | Hubert Kos Kira Toussaint            | 1'52"79 2'02"09 |
| Rana               |                                                                      |                                 |              |                                                                      |                                 |        |                                      |                 |
| 50 m               | Peter Stevens Nika Godun                                             | 26"22 29"81                     | 100 m        | Arno Kamminga Nika Godun                                             | 56"08 1'04"71                   | 200 m  | Arno Kamminga Viktoriya Zeynep Güneş | 2'02"07 2'22"23 |
| Farfalla           |                                                                      |                                 |              |                                                                      |                                 |        |                                      |                 |
| 50 m               | Thomas Shields Emma McKeon                                           | 21"99 24"97                     | 100 m        | Tom Shields Linnea Mack                                              | 48"83 56"77                     | 200 m  | Tom Shields Maria Ugolkova           | 1'51"18 2'06"44 |
| Misti              |                                                                      |                                 |              |                                                                      |                                 |        |                                      |                 |
| 100 m              | Matthew Sates Maria Ugolkova                                         | 51"77 58"81                     | 200 m        | Matthew Sates Maria Ugolkova                                         | 1'53"43 2'06"99                 | 400 m  | Matthew Sates Ilaria Cusinato        | 4'01"98 4'31"35 |
| Staffette          |                                                                      |                                 |              |                                                                      |                                 |        |                                      |                 |
| 4x50 m stile mista | Stati Uniti Daniel Diehl Quintin McCarty Kristina Paegle Anna Moesch | 1'32"34 22"45 21"72 23"94 24"23 | 4x50 m mista | Stati Uniti Quintin McCarty Zhier Fan Charlotte Hook Kristina Paegle | 1'41"21 24"07 26"75 26"27 24"12 |        |                                      |                 |

 - Record mondiale;  - Record Coppa del Mondo;  - Record del mondo juniores;

### Doha
Fonte
| Gara         | Atleti                                      | Perf.       | Gara  | Atleti                       | Perf.           | Gara   | Atleti                       | Perf.           |
| ------------ | ------------------------------------------- | ----------- | ----- | ---------------------------- | --------------- | ------ | ---------------------------- | --------------- |
| Stile libero |                                             |             |       |                              |                 |        |                              |                 |
| 50 m         | Vladimir Morozov Ranomi Kromowidjojo        | 20"89 23"46 | 200 m | Hwang Sun-woo Madison Wilson | 1'41"17 1'53"54 | 800 m  | Simona Quadarella            | 8'21"41         |
| 100 m        | Kyle Chalmers Emma McKeon                   | 45"03 51"15 | 400 m | Matthew Sates Madison Wilson | 3'38"64 4'03"58 | 1500 m | Kim Woo-min                  | 14'44"58        |
| Dorso        |                                             |             |       |                              |                 |        |                              |                 |
| 50 m         | Pieter Coetze Kira Toussaint                | 23"13 25"93 | 100 m | Pieter Coetze Kira Toussaint | 50"86 55"79     | 200 m  | Pieter Coetze Kira Toussaint | 1'52"09 2'02"12 |
| Rana         |                                             |             |       |                              |                 |        |                              |                 |
| 50 m         | Peter Stevens/ Arno Kamminga Julija Efimova | 26"10 29"64 | 100 m | Arno Kamminga Julija Efimova | 56"35 1'06"08   | 200 m  | Daiya Seto Julija Efimova    | 2'01"65 2'22"19 |
| Farfalla     |                                             |             |       |                              |                 |        |                              |                 |
| 50 m         | Thomas Shields Ranomi Kromowidjojo          | 22"22 24"74 | 100 m | Thomas Shields Emma McKeon   | 49"46 55"83     | 200 m  | Daiya Seto Zsuzsanna Jakabos | 1'49"76 2'06"23 |
| Misti        |                                             |             |       |                              |                 |        |                              |                 |
| 100 m        | Daiya Seto Maria Ugolkova                   | 51"56 58"82 | 200 m | Matthew Sates Maria Ugolkova | 1'52"32 2'07"21 | 400 m  | Daiya Seto Zsuzsanna Jakabos | 4'01"97 4'31"78 |

 - Record mondiale;  - Record Coppa del Mondo;  - Record del mondo juniores;

### Kazan'
Fonte
| Gara               | Atleti                                                                                | Perf.                           | Gara         | Atleti                                                                         | Perf.                           | Gara   | Atleti                           | Perf.           |
| ------------------ | ------------------------------------------------------------------------------------- | ------------------------------- | ------------ | ------------------------------------------------------------------------------ | ------------------------------- | ------ | -------------------------------- | --------------- |
| Stile libero       |                                                                                       |                                 |              |                                                                                |                                 |        |                                  |                 |
| 50 m               | Kyle Chalmers Emma McKeon                                                             | 20"68 23"53                     | 200 m        | Matthew Sates/ Danas Rapšys Madison Wilson                                     | 1'41"73 1'53"63                 | 800 m  | Leah Neale                       | 8'22"53         |
| 100 m              | Kyle Chalmers Emma McKeon                                                             | 44"84 50"67                     | 400 m        | Matthew Sates Leah Neale                                                       | 3'38"28 4'01"73                 | 1500 m | Aleksei Rtishchev                | 14'47"27        |
| Dorso              |                                                                                       |                                 |              |                                                                                |                                 |        |                                  |                 |
| 50 m               | Pavel Samusenko Kira Toussaint                                                        | 22"90 25"87                     | 100 m        | Kliment Kolesnikov Kira Toussaint                                              | 49"47 55"42                     | 200 m  | Aleksei Tkachev Kira Toussaint   | 1'51"34 2'03"51 |
| Rana               |                                                                                       |                                 |              |                                                                                |                                 |        |                                  |                 |
| 50 m               | Fabian Schwingenschlögl Nika Godun                                                    | 25"88 29"64                     | 100 m        | Arno Kamminga Julija Efimova                                                   | 55"82 1'04"56                   | 200 m  | Daiya Seto Vitalina Simonova     | 2'01"49 2'19"22 |
| Farfalla           |                                                                                       |                                 |              |                                                                                |                                 |        |                                  |                 |
| 50 m               | Szebasztián Szabó Holly Barratt                                                       | 21"97 24"75                     | 100 m        | Thomas Shields Emma McKeon                                                     | 49"20 55"63                     | 200 m  | Thomas Shields Zsuzsanna Jakabos | 1'52"42 2'05"88 |
| Misti              |                                                                                       |                                 |              |                                                                                |                                 |        |                                  |                 |
| 100 m              | Daiya Seto Maria Ugolkova                                                             | 51"29 58"47                     | 200 m        | Daiya Seto Maria Ugolkova                                                      | 1'50"66 2'06"59                 | 400 m  | Daiya Seto Zsuzsanna Jakabos     | 3'57"85 4'30"38 |
| Staffette          |                                                                                       |                                 |              |                                                                                |                                 |        |                                  |                 |
| 4x50 m stile mista | Novosibirsk Daniil Markov Aleksander Borovtsov Anita Grishschenko Victoria Starostina | 1'33"73 21"62 21"55 25"17 25"39 | 4x50 m mista | Mosca Stepan Kalabin Vsevolod Zanko Anastasia Zhuravleva Rozalija Nasretdinova | 1'40"60 24"40 26"03 26"41 23"76 |        |                                  |                 |

 - Record mondiale;  - Record Coppa del Mondo;  - Record del mondo juniores;